# 锡林郭勒河

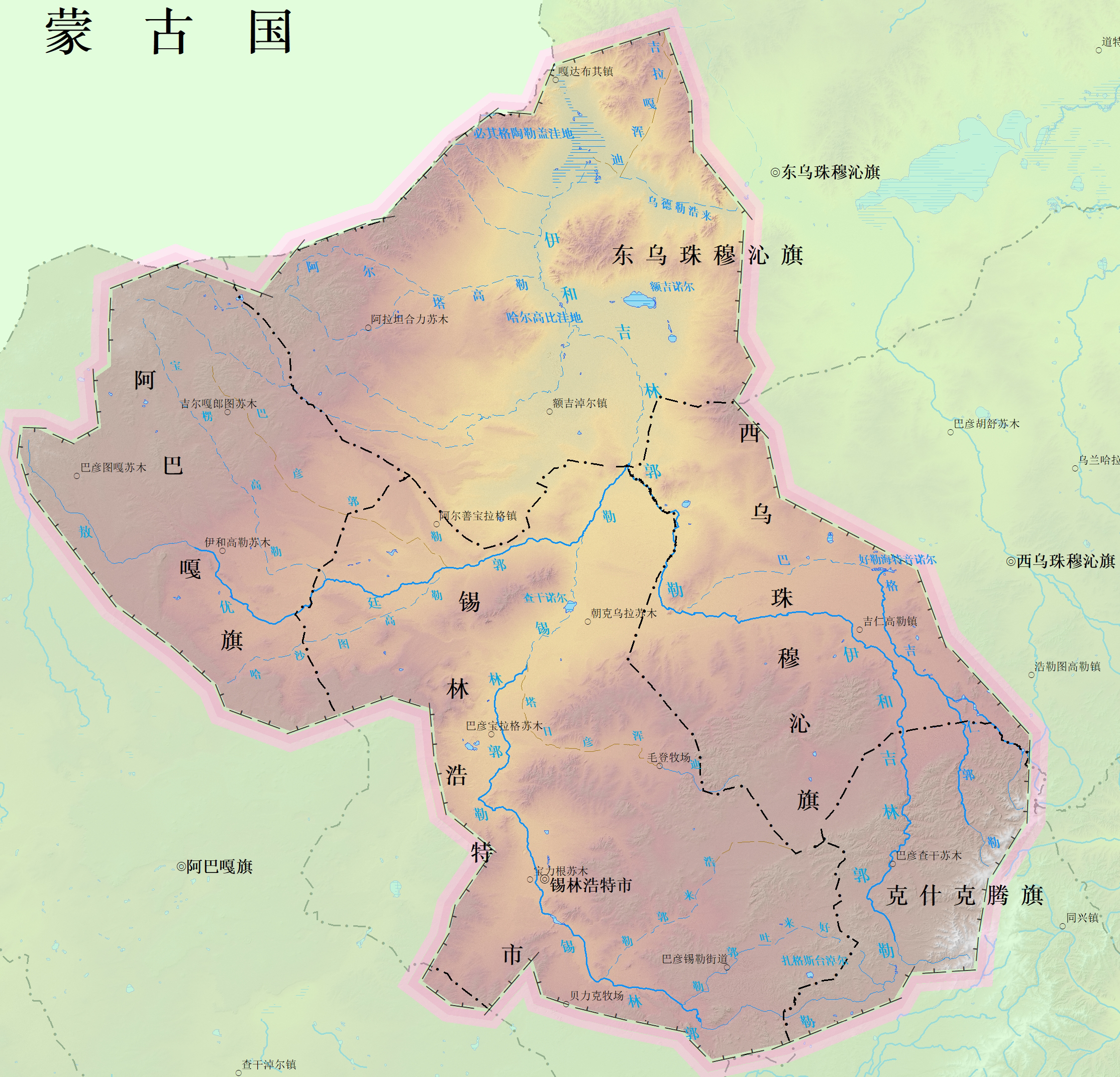
必其格陶勒盖洼地水系伊和吉林郭勒流域示意图，包括了锡林郭勒河、敖优廷郭勒水系。

锡林郭勒河是中华人民共和国内蒙古自治区的一条河流，该河全长143千米，发源于赤峰市克什克腾旗北部巴彦查干苏木浩腾图沟，流经锡林浩特市、巴彦宝拉格苏木、查干诺尔，于朝克乌拉苏木乌优特嘎查以西汇入敖优廷郭勒。集水面积约3942平方千米，年均径流量约为0.203亿立方米。根据锡林浩特水文站测定，该河春季富水期径流量占全年的46.8%，冬季枯水期径流量占全年的0.1%。